# Ceratopsyche forcipata
Ceratopsyche forcipata är en nattsländeart som först beskrevs av Georg Ulmer 1930.  Ceratopsyche forcipata ingår i släktet Ceratopsyche och familjen ryssjenattsländor. Inga underarter finns listade i Catalogue of Life.